# NGC 3555
NGC 3555 (również PGC 33843) – galaktyka soczewkowata (S0), znajdująca się w gwiazdozbiorze Lwa. Odkrył ją Lewis A. Swift 24 sierpnia 1883 roku.